# Alberto Tarantini
Alberto César Tarantini (* 3. Dezember 1955 in Ezeiza, Gran Buenos Aires) ist ein ehemaliger argentinischer Fußballspieler.

## Werdegang
Tarantini galt Anfang der 1980er Jahre als einer der besten Linksverteidiger der Welt. Seinen internationalen Durchbruch erlebte er bei der Fußball-Weltmeisterschaft 1978 im eigenen Land. Er spielte alle Spiele seiner Mannschaft von Beginn an und erzielte als Offensivverteidiger im letzten Gruppenspiel der Zweiten Finalrunde beim 6:0 über Peru das Tor zum 2:0. Im Finale gewann er mit seiner Mannschaft gegen die Niederlande mit 3:1 n. V. und wurde Fußball-Weltmeister.
Bei der Fußball-Weltmeisterschaft 1982 in Spanien war er ebenfalls bei allen Spielen beteiligt, jedoch schied der Titelverteidiger nach Niederlagen gegen Brasilien und Italien in der zweiten Runde aus. Im Verein spielte er für die Boca Juniors in Buenos Aires. In Europa hatte er wenig Erfolg. Er spielte beim FC Toulouse und 1978/79 eine Saison für Birmingham City, wurde jedoch wegen Disziplinlosigkeiten zum Ende der Saison fristlos entlassen.

## Erfolge
- Argentinischer Meister (4): 1976 (Metropolitano und Nacional), 1980 (Metropolitano), 1981 (Nacional)
- Copa Libertadores: 1977
- Weltpokal: 1977
- Weltmeister: 1978 (7 Spiele / 1 Tor)